# Darsonwalizacja
Darsonwalizacja, arsonwalizacja (fr. darsonvalisation)- w medycynie – jedna z metod przy leczeniu chorób za pomocą prądów o wielkiej częstotliwości. Nazwana tak została na cześć francuskiego lekarza Jacques'a Arsène'a d'Arsonvala, wynalazcy tej metody.
Metoda ta jest wykorzystywana w przypadku masażu ciała. Obecnie jest ona wypierana przez inną dziedzinę – diatermię.